# تام جونز (فیلم ۱۹۱۷)
«تام جونز» (انگلیسی: Tom Jones (1917 film)) فیلمی در ژانر کمدی است که در سال ۱۹۱۷ منتشر شد. این فیلم برداشتی از رمان تام جونز (رمان) به نویسندگی هنری فیلدینگ است.